# Philip Hanson
Philip Hanson (Sunningdale, Berkshire, 5 de julio de 1999), es un piloto de automovilismo británico, especializado en carreras de resistencia. Ganó la Asian Le Mans Series en 2017 y 2019 en la clase LMP3 y LMP2 respectivamente, y la European Le Mans Series en 2020. Fue vencedor de las 24 Horas de Le Mans 2020 en su clase, año en el que también ganó el Campeonato Mundial de Resistencia de la FIA en LMP2, siendo el piloto más joven en ganar un título del WEC. En las 24 Horas de Le Mans 2025 obtuvo la victoria absoluta junto a Robert Kubica y Yifei Ye con el Ferrari AF Corse #83.

## Carrera deportiva

### Inicios
En sus primeros años como piloto, Hanson condujo carreras de karts en Reino Unido y ganó el Campeonato Nacional Junior X30 Super 1 en 2015. A diferencia de muchos otros pilotos de carreras jóvenes, Hanson se dedicó a las carreras de autos deportivos y gran turismo después de sus días de karting, sin haber tenido experiencia en las carreras de monoplazas.
En 2016, Hanson participó por primera vez en el Campeonato Británico de GT. Después compitió en la Asian Le Mans Series de la temporada 2016–17 con la escudería Tockwith Motorsports. En el Campeonato de Pilotos en la clase LMP3 de dicha competición, Hanson, junto a su compañero de tripulación Nigel Moore resultaron campeones.

### LMP2
En 2017 condujo un Ligier JS P217 en la European Le Mans Series y ese mismo año debutó en las 24 Horas de Le Mans. A la edad de 18 años, Hanson se convirtió en el piloto más joven en la historia de Le Mans en colocarse en la clasificación final. Junto con Karun Chandhok y Nigel Moore, terminó en undécimo en la clasificación general.

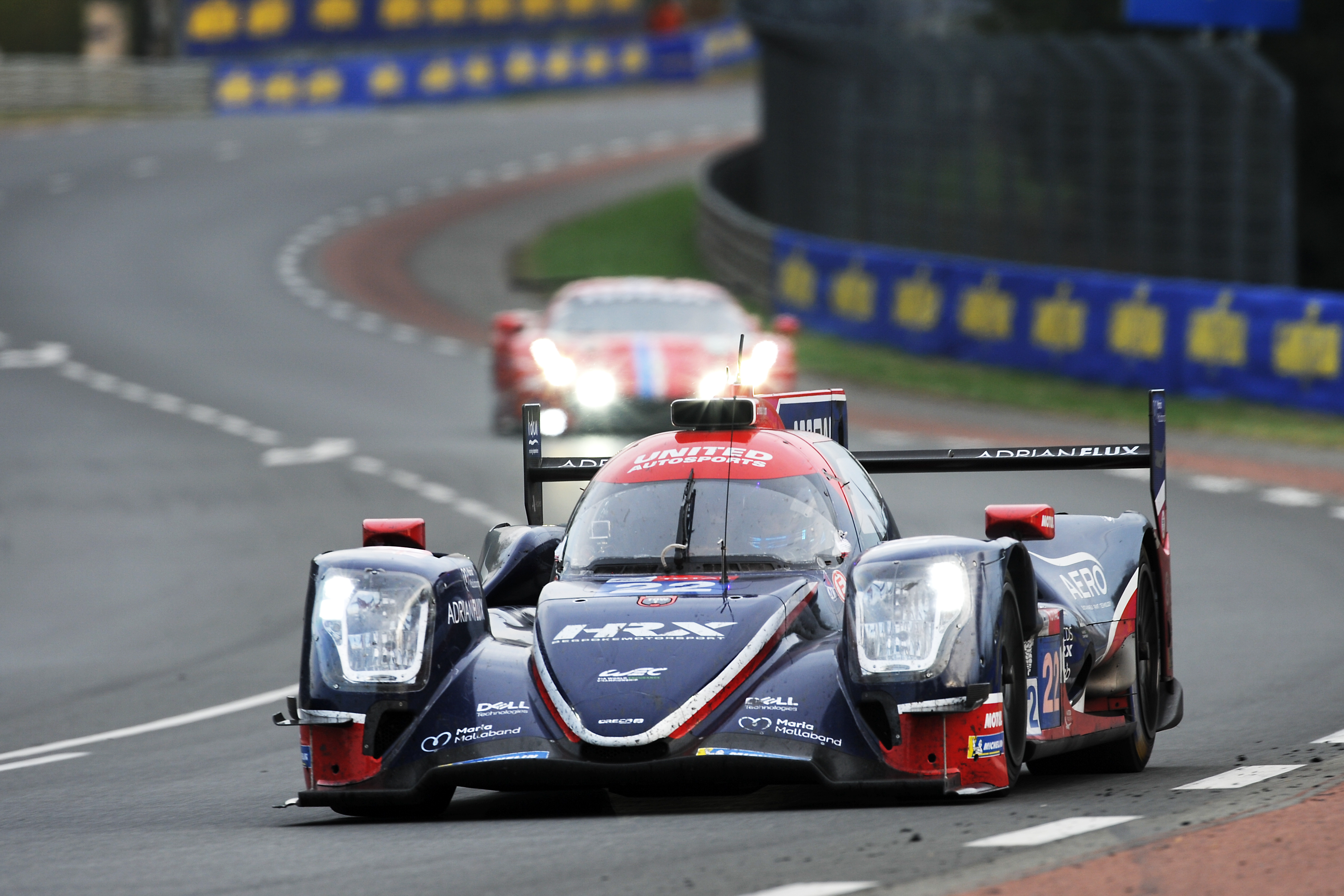
United LMP2 ganador de Le Mans 2020.

En 2018 hizo su debut con un quinto puesto en las 12 Horas de Sebring y nuevamente participó en la European Le Mans Series de ese año, con su nueva escudería United Autosports. Después de un accidente que involucró a su compañero de equipo Paul di Resta, no pudo terminar la carrera. Volvió a ser campeón de Asian Le Mans Series en 2018-19 con una victoria y tres segundos lugares, junto a di Resta.
En la European Le Mans Series 2019, corrió habitualmente con Filipe Albuquerque. Lograron una victoria en Spa y finalizaron cuartos en el campeonato. Junto a di Resta y Albuquerque, Hanson fue elegido para conducir el único Oreca 07 de United en el Campeonato Mundial de Resistencia 2019-20. Lograron cuatro victorias consecutivas en su clase, incluyendo en las 24 Horas de Le Mans, y otros dos podios en las ocho carreras de la temporada, proclamándose campeones de LMP2 Hanson y Albuquerque (di Resta no participó en una carrera). Al mismo tiempo, ambos fueron los campeones de la European Le Mans Series 2020 con tres victorias.

### Hypercar

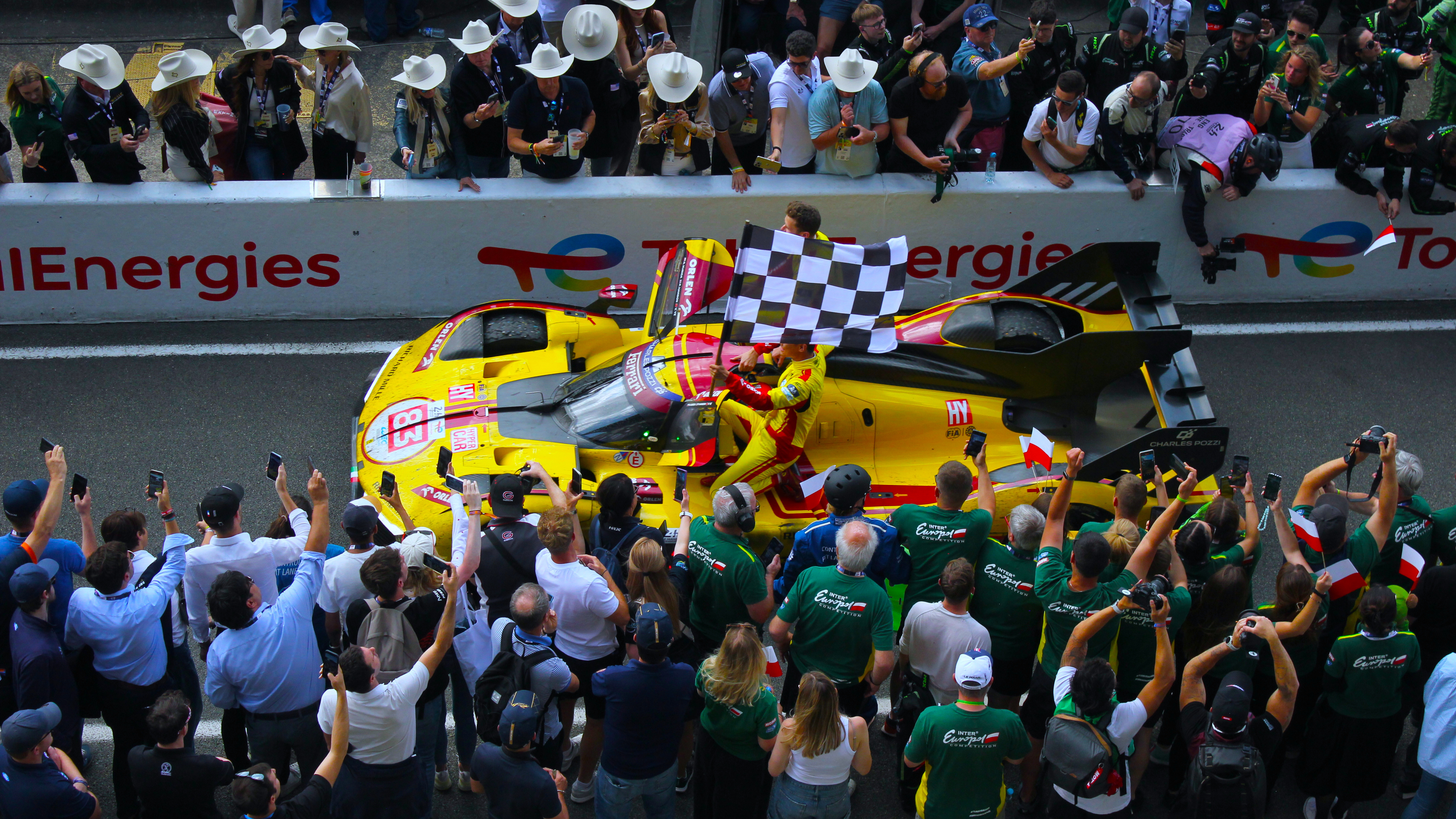
Philip Hanson, Robert Kubica y Ye Yifei celebrando la victoria en la Ferrari 499P.

Tras otros tres años más en LMP2 con United, donde obtuvo dos subcampeonatos europeos, Hanson dio el salto a la clase principal, la Le Mans Hypercar, en 2024, cuando fue llamado para competir por Jota Sport con su Porsche 963 privado, junto a Jenson Button y Oliver Rasmussen. También compitió algunas carreras de IMSA con JDC-Miller.
En 2025, abandonó Jota para unirse al equipo AF Corse para conducir un Ferrari 499P. Sus compañeros son Robert Kubica y Yifei Ye.

## Resumen de carrera
| Temporada | Categoría                                              | Equipo                 | Carreras     | Victorias    | Poles        | VR           | Podios       | Puntos       | Pos.         |
| --------- | ------------------------------------------------------ | ---------------------- | ------------ | ------------ | ------------ | ------------ | ------------ | ------------ | ------------ |
| 2016      | Britcar Endurance Championship                         | Tockwith Motorsport    | 8            | 5            | 3            | 5            | 6            | 170          | 1.º          |
| 2016      | European Le Mans Series - LMP3                         | Tockwith Motorsport    | 2            | 0            | 0            | 0            | 0            | 9.5          | 21.º         |
| 2016      | GT3 Le Mans Cup                                        | Tockwith Motorsport    | 3            | 0            | 0            | 0            | 0            | 20.5         | 10.º         |
| 2016-17   | Asian Le Mans Series - LMP3                            | Tockwith Motorsports   | 4            | 3            | 2            | 0            | 4            | 77           | 1.º          |
| 2017      | Campeonato Mundial de Resistencia de la FIA - LMP2     | Tockwith Motorsports   | 4            | 0            | 0            | 0            | 1            | 0            | NC†          |
| 2017      | 24 Horas de Le Mans - LMP2                             | Tockwith Motorsports   |              |              |              |              |              |              | 9.º          |
| 2017      | European Le Mans Series - LMP2                         | Tockwith Motorsports   | 3            | 0            | 0            | 0            | 0            | 12.5         | 16.º         |
| 2018      | IMSA SportsCar Championship - P                        | United Autosports      | 3            | 0            | 0            | 0            | 0            | 72           | 28.º         |
| 2018      | European Le Mans Series - LMP2                         | United Autosports      | 6            | 2            | 0            | 0            | 3            | 54           | 5.º          |
| 2018      | 24 Horas de Le Mans - LMP2                             | United Autosports      |              |              |              |              |              |              | DNF          |
| 2018-19   | Asian Le Mans Series - LMP2                            | United Autosports      | 4            | 1            | 1            | 0            | 4            | 80           | 1.º          |
| 2019      | European Le Mans Series - LMP2                         | United Autosports      | 6            | 1            | 0            | 2            | 3            | 71           | 4.º          |
| 2019      | 24 Horas de Le Mans - LMP2                             | United Autosports      |              |              |              |              |              |              | 4.º          |
| 2019-20   | Campeonato Mundial de Resistencia de la FIA - LMP2     | United Autosports      | 8            | 4            | 0            | 0            | 6            | 190          | 1.º          |
| 2020      | European Le Mans Series - LMP2                         | United Autosports      | 5            | 3            | 0            | 1            | 5            | 109          | 1.º          |
| 2020      | 24 Horas de Le Mans - LMP2                             | United Autosports      |              |              |              |              |              |              | 1.º          |
| 2021      | Campeonato Mundial de Resistencia de la FIA - LMP2     | United Autosports      | 6            | 2            | 0            | 1            | 3            | 107          | 4.º          |
| 2021      | 24 Horas de Le Mans - LMP2                             | United Autosports      |              |              |              |              |              |              | 18.º         |
| 2021      | European Le Mans Series - LMP2                         | United Autosports      | 6            | 1            | 0            | 1            | 4            | 86           | 2.º          |
| 2022      | Campeonato Mundial de Resistencia de la FIA - LMP2     | United Autosports USA  | 6            | 0            | 0            | 0            | 0            | 50           | 9.º          |
| 2022      | 24 Horas de Le Mans - LMP2                             | United Autosports USA  |              |              |              |              |              |              | 10.º         |
| 2022      | European Le Mans Series - LMP2                         | United Autosports USA  | 6            | 1            | 0            | 0            | 2            | 73           | 4.º          |
| 2022      | IMSA SportsCar Championship - LMP2                     | United Autosports USA  | 1            | 0            | 0            | 0            | 0            | 0            | NC†          |
| 2023      | Campeonato Mundial de Resistencia de la FIA - LMP2     | United Autosports      | 7            | 1            | 1            | 0            | 3            | 104          | 3.º          |
| 2023      | Asian Le Mans Series - LMP2                            | United Autosports      | 4            | 0            | 0            | 1            | 0            | 36           | 8.º          |
| 2023      | 24 Horas de Le Mans - LMP2                             | United Autosports      |              |              |              |              |              |              | 11.º         |
| 2023      | European Le Mans Series - LMP2                         | United Autosports USA  | 6            | 3            | 1            | 0            | 3            | 100          | 2.º          |
| 2024      | Campeonato Mundial de Resistencia de la FIA - Hypercar | Hertz Team Jota        | 8            | 0            | 0            | 0            | 0            | 28           | 19.º         |
| 2024      | IMSA SportsCar Championship - GTP                      | JDC–Miller MotorSports | 5            | 0            | 0            | 0            | 1            | 1290         | 13.º         |
| 2025      | Campeonato Mundial de Resistencia de la FIA - Hypercar | AF Corse               | Disputándose | Disputándose | Disputándose | Disputándose | Disputándose | Disputándose | Disputándose |
| 2025      | 24 Horas de Le Mans - Hypercar                         | AF Corse               |              |              |              |              |              |              | 1.º          |
| Fuente:   |                                                        |                        |              |              |              |              |              |              |              |

- † Hanson era piloto invitado, por lo que no sumó puntos.

## Resultados

### 24 Horas de Le Mans
| Año     | Equipo                | Copilotos                          | Automóvil             | Clase    | Vueltas | Pos. | Pos. Clase |
| ------- | --------------------- | ---------------------------------- | --------------------- | -------- | ------- | ---- | ---------- |
| 2017    | Tockwith Motorsports  | Nigel Moore Karun Chandhok         | Ligier JS P217-Gibson | LMP2     | 351     | 11.º | 9.º        |
| 2018    | United Autosports     | Paul di Resta Filipe Albuquerque   | Ligier JS P217-Gibson | LMP2     | 288     | DNF  | DNF        |
| 2019    | United Autosports     | Paul di Resta Filipe Albuquerque   | Ligier JS P217-Gibson | LMP2     | 365     | 9.º  | 4.º        |
| 2020    | United Autosports     | Paul di Resta Filipe Albuquerque   | Oreca 07-Gibson       | LMP2     | 370     | 5.º  | 1.º        |
| 2021    | United Autosports USA | Fabio Scherer Filipe Albuquerque   | Oreca 07-Gibson       | LMP2     | 328     | 40.º | 18.º       |
| 2022    | United Autosports USA | Filipe Albuquerque Will Owen       | Oreca 07-Gibson       | LMP2     | 366     | 14.º | 10.º       |
| 2023    | United Autosports     | Filipe Albuquerque Frederick Lubin | Oreca 07-Gibson       | LMP2     | 321     | 21.º | 11.º       |
| 2024    | Hertz Team Jota       | Jenson Button Oliver Rasmussen     | Porsche 963           | Hypercar | 311     | 9.º  | 9.º        |
| 2025    | AF Corse              | Robert Kubica Ye Yifei             | Ferrari 499P          | Hypercar | 387     | 1.º  | 1.º        |
| Fuente: |                       |                                    |                       |          |         |      |            |